# Simboli della Contea di Galway

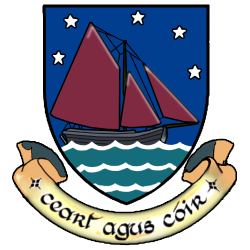
Stemma ufficiale della Contea di Galway

La bandiera della contea

Lo stemma della Contea di Galway, pur variando nei colori, si ispira fortemente a quello della città di Galway, che già è stato, più o meno modificato, simbolo della contea.
L'attuale composizione, adottata ufficialmente dal County Council, presenta un Galway Hooker (piccola imbarcazione a vela diffusissima soprattutto nella baia di Galway, elemento simbolo della città di Galway e dell'intera contea) che naviga sul mare e con una vela rosso scuro su uno scudo blu, sul quale sono situate cinque stelle.
Simboli e stemmi alternativi sono rari e comunque molto simili a quello ufficiale.
Abbastanza diverso, invece, è quello della Galway GAA, con ben evidenti simboli sportivi come il pallone del calcio gaelico, uno scudo completamente differente e un paesaggio costiero piuttosto articolato, con un Galway hooker molto meno evidente sul lato destro.
I colori sportivi e tradizionali della contea sono il color prugna ed il bianco: sebbene non siano colori molto semplici, anche il Westmeath ha la stessa medesima bandiera.